# Paris sjätte arrondissement
Paris sjätte arrondissement är ett av Paris 20 arrondissement. Arrondissementet har namnet Luxembourg och är uppkallat efter Palais du Luxembourg.
Arrondissementet inbegriper École nationale supérieure des Beaux-Arts, École des hautes études en sciences sociales, Franska akademien, Franska senaten, Pont des Arts och Jardin du Luxembourg. I sjätte arrondissementet finns kyrkorna Saint-Germain-des-Prés, Saint-Sulpice, Notre-Dame-des-Champs, Saint-Ignace, Saint-Joseph-des-Carmes, Couvent des Cordeliers, Chapelle Saint-Vincent-de-Paul samt Chapelle des Sœurs auxiliatrices.